# DTSS
DTSS(Dartmouth Time-Sharing System、ダートマス・タイムシェアリングシステム)は、世界で初めて成功裏に実装された大規模タイムシェアリングシステムである。Bolt, Beranek and Newman でPDP-1上で構築されたタイムシェアリングシステムに影響を受けている。1962年、ダートマス大学のジョン・ケメニーとトーマス・カーツは新たなタイムシェアリングシステム開発の資金援助をNSFに申請した（実際に出資されたのは1964年）。1963年、大学の全メンバーに計算設備への容易なアクセスを提供する目的で、ケメニーとカーツの指揮下で学生のチームによって実装が開始された。1964年5月1日午前4時、システムが運用開始された。なお、このシステムは1999年末まで運用された。DTSSは当初、GE 235 コンピュータ上に実装され、端末プロセッサ GE Datanet 30 が235を制御する形態だった。後に GE 635 上に再実装されているが、端末制御には相変わらず Datanet 30 を使用していた。635版のDTSSは1970年代に300台弱の端末によるタイムシェアリングを実現しており、これは当時としては非常に大規模である。
その目的（あらゆる学科の学生の教育）のため、DTSSは使い易さを優先して設計された。
DTSSには世界初の統合開発環境が実装された。これはコマンドベースのシステムで以下のようなコマンドが実装されていた。
- NEW -- 新たなプログラムに名前を付け、プログラム作成を開始する
- OLD -- 以前に作成したプログラムを検索して取り出す
- LIST -- 現在のプログラムを表示する
- SAVE -- 現在のプログラムを保存する
- RUN -- 現在のプログラムを実行する

多くのユーザーはこれらのコマンドをダートマスBASIC言語の一部と思い込んでいたが、実際にはタイムシェアリングシステムの一部であり、ALGOLやFORTRANのプログラムをDTSS端末経由で使用する場合にもこれらのコマンドが使われたのである。
ユーザーが入力した先頭に行番号のある行はプログラムに追加され、もし以前に同じ行番号の行を入力していたら、それを置き換える。それ以外の入力行は即座にコンパイルされ実行される。行番号のみの入力は保存されないが、同じ行番号で入力済みの行があればそれを削除する効果がある。このような入力方法になっているのは、DTSSで使用された端末がテレタイプ端末だったからである。
1968年から1970年代中ごろにかけて、黎明期のネットワークによって東海岸の他の学校や研究機関もDTSSに接続された。例えば、ゴダード大学、フィリップス・アカデミー、海軍兵学校などで、テレタイプ端末ASR-33とモデムを使って接続した。ユーザー間で電子メール的なメッセージのやり取りが可能で、UNIXのtalkコマンドの前身となったリアルタイムチャット機能も存在した。
2000年、DTSSシステムをシミュレータ上で再生するプロジェクトが行われ、Microsoft WindowsとMacintosh上でDTSSが利用可能となっている。